# 酔わせてよ今夜だけ
「酔わせてよ今夜だけ」（よわせてよこんやだけ）は、1993年8月25日に発売された城之内早苗の8枚目のシングル。

## 解説
- ポリスター移籍後2枚目のシングル。
- 原曲は1992年3月25日に森高千里が発表したアルバム「ROCK ALIVE」の収録曲で、森高にとって本格的に作曲を始めた楽曲でもある。
- 有線放送では、翌年に渡り約2年間のロングリクエストでスマッシュヒットを記録。デビュー以来初の第27回日本有線大賞有線音楽優秀賞を受賞。
- カップリングの「渡良瀬橋」も森高の楽曲のカバーである。

## 収録曲
- 両楽曲共に、作詞：森高千里、編曲：斉藤英夫

1. 酔わせてよ今夜だけ（4分9秒）
作曲：森高千里
2. 渡良瀬橋（4分15秒）
作曲：斉藤英夫